# 鬼太郎誕生 咯咯咯之謎
《鬼太郎誕生 咯咯咯之謎》是於2023年11月17日上映的日本動畫電影，是改編自漫畫家水木茂創作的漫畫系列《鬼太郎》的第9部電影版，也是水木茂誕辰100週年紀念作之一，由古賀豪執導，吉野弘幸編劇，配樂由川井憲次所寫。在日本總票房累積突破22億日元。

## 劇情大綱
昭和三十一年（1956年），於日本財政界執牛耳的龍賀一族當家龍賀時貞逝世，後繼者們競爭激烈。東京的帝國血液銀行的職員水木奉命前往哭倉村弔唁，同時與新任當家打好關係。然而時貞的遺囑卻出乎所有人意料，因為他任命體弱多病且隱居多時的時磨繼任當家。翌朝，時磨慘遭殺害，時貞的三女婿兼村長長田幻治逮住一名為了尋找失蹤妻子而進入村中的神祕男子，並堅決認為他是兇嫌，想將他立即處死。水木阻止此事後，在龍賀一族的指示下監視男子，由於男子不願意透露姓名，水木便稱他咯咯郎。
儘管水木最初也不信任咯咯郎，但他後來得知咯咯郎是原先統治地球的原始部落「幽靈族」的末裔。在他的影響下，水木覺醒了看見妖怪的能力，並遇見各種妖怪。另一方面，龍賀一族的成員仍不斷地被殺害，恐懼的情緒在村中蔓延。與此同時，水木也向咯咯郎坦承自己來到哭倉村的另一個原因。龍賀製藥秘密開發一種名為「M」的血品，使用此藥者可以連續數日不眠不休，從事高強度的工作，也有傳聞指出這種藥物協助日本打贏甲午戰爭和日俄戰爭。水木為了公司利益，試圖取得此靈藥的秘密。之後，水木和咯咯郎便合作調查命案真相、咯咯郎妻子的下落和M的秘密。
龍賀一族的沙代計畫逃離民風封閉的哭倉村，水木答應助她一臂之力。之後水木與咯咯郎得知M的原料正是幽靈族的血液，侍奉龍賀一族的陰陽流派──裏鬼道百年來利用法術捕捉幽靈族榨血，而咯咯郎的妻子在約十年前被他們抓去並囚禁在地窖之中。龍賀一族的目的是使用M重振戰敗的日本，並希望幽靈族為國家從容就義，曾在戰爭中受創的水木對此不齒但無能為力，水木還得知龍賀一族為了生下靈力更強的後代，讓沙代和自己的外公時貞交媾。
水木被關進倉庫中，沙代囑託臭鼠人將他放出，並試圖和水木逃往東京，但水木決定回去救咯咯郎。咯咯郎被帶往地窖當成M的材料，水木和沙代及時趕到，水木譴責握有龍賀一族實權的乙米，並指出沙代正是因此遭到妖怪附身，才會接連殺死龍賀一族的成員。沙代感受不到自己被愛，召喚出妖怪狂骨，決心殺死所有人以結束一切，龍賀一族的重要成員盡數遭到屠殺，而她自己也在戰鬥中殞命。
之後水木和咯咯郎進入地窖最底層，發現時貞以邪術奪取了自己外孫時彌的身體，藉此延續壽命，而底層也佈滿了大量幽靈族的殘軀。咯咯郎向妻子道別時，得知她懷有身孕，時貞試圖搶走嬰兒以作為M的原料，咯咯郎隨即與他召喚出的狂骨大戰，雖然實在不是對手，但水木趁隙靠近時貞，以斧劈裂時貞的法器，讓狂骨失去控制，反過來殺死時貞。之後咯咯郎集合了眾幽靈族的力量擊潰狂骨，並獲得了祖先的毛髮織成的靈毛棉坎肩。
四散的狂骨到處屠殺村民，咯咯郎決定留下來與之抗衡，而水木則帶著嬰兒逃離哭倉村。最終咯咯郎吸收了所有怨念，迅速衰弱直到剩下一顆眼珠，而嬰兒則被命名為鬼太郎。

## 登場角色

### 原作角色
| 角色     | 配音員     | 配音員 |
| -------- | ---------- | ------ |
| 鬼太郎   | 澤城美雪   |        |
| 貓女     | 庄司宇芽香 |        |
| 眼珠老爹 | 野澤雅子   |        |

### 本作角色
| 角色       | 配音員     | 配音員 |
| ---------- | ---------- | ------ |
| 鬼太郎之父 | 關俊彥     |        |
| 水木       | 木內秀信   |        |
| 龍賀沙代   | 種崎敦美   |        |
| 長田時彌   | 小林由美子 |        |
| 龍賀時磨   | 飛田展男   |        |
| 龍賀孝三   | 中井和哉   |        |
| 龍賀乙米   | 澤海陽子   |        |
| 龍賀克典   | 山路和弘   |        |
| 龍賀丙江   | 皆口裕子   |        |
| 長田庚子   | 釘宮理惠   |        |
| 長田幻治   | 石田彰     |        |
| 龍賀時貞   | 白鳥哲     |        |
| 謎之少年   | 古川登志夫 |        |
| 山田       | 松風雅也   |        |

## 製作人員
- 原作：水木茂《鬼太郎》
- 導演：古賀豪
- 劇本：吉野弘幸
- 音樂：川井憲次
- 人物設定：谷田部透湖
- 美術導演：市岡茉衣
- 色彩設計：横山佐代子
- 攝影導演：石山智之
- 製作擔當：澤守洸、堀越圭文
- 動畫製作：東映動畫
- 發行商：東映

## 外部連結
- 官方网站 （日語）
- 鬼太郎誕生 咯咯咯之謎的X（前Twitter） （日語）